# Vester Ulslev
Vester Ulslev ligger på Lolland og er en landsby vest for Nysted. Landsbyen befinder sig i Guldborgsund Kommune og tilhører Region Sjælland.
Forleddet i navnet Ulslev kommer af et mandsnavn, enten Ulf eller Ulvar + efterleddet -lev, der betyder "levn/arvegods", altså "den ejendom Ulf/Ulvar efterlod". Det er sandsynligt, at der er tale om samme mand, som ophav til både Øster- og Vester Ulslev. Byer med endelsen -lev er sandsynligvis opstået før år ca. 800 og er som regel betydelige. Vester Ulslev er da også kirkeby og har haft skole og brugs, og har stadig forsamlingshus og flere mindre erhvervsvirksomheder.
Vest for byen lå tidligere en række moser. De er nu stort set udtørret, men dannede i mange år vestgrænsen for Nysteds opland.

## Concordia
I 1909 blev der stiftet et fugleskydningsselskab ved navn Concordia i byen. Concordia er den gudinde i romersk mytologi, der personificerer enighed, forståelse og ægteskabelig samhørighed. Fugleskydningen afholdtes en gang om året over en weekend og havde karakter af en byfest. Selve skydningen gik ud på at ramme forskellige dele af en metalfigur. Den, der skød brystpladen ned, blev udnævnt til fuglekonge. Festen indebar også diverse frokoster og et bal. Selskabet Concordia stoppede så vidt vides sine fester i begyndelsen af 1930'erne

## Faciliteter
Skole
Her kendes ingen skole før rytterskolen opførtes i 1721. Den var i brug i 239 år frem til nedlæggelsen i 1960, men bygningen står der stadig i ret ombygget tilstand.
Bibliotek
Bogsamlingen i V. Ulslev blev oprettet i 1847 som en af de første på Lolland. På det tidspunkt var sognepræsten i byen D.G. Monrad, der var med til at forfatte grundloven og senere blev minister og biskop. Det er muligvis på hans initiativ biblioteket blev oprettet. På et tidspunkt efter 1872 er biblioteket imidlertid uvist hvorfor nedlagt, og bøgerne spredt, men i 1905 stiftes en ny bogsamling under navnet Vester Ulslev Bogsamling med en startkapital på 275 kr., der stammede fra en fest der skulle samle penge ind til et orgel til Vester Ulslev Kirke. Det rakte til indkøb af 71 bind. Det kostede fra starten 2 kr. om året for gårdmænd og ligestillede og 1 kr. for andre at være medlem af bogsamlingen. 
Medlemstallet synes aldrig at have været over 40 og midlerne til nyindkøb var meget små. Dog modtog man fra 1919 et årligt tilskud fra Nakskov Spare- og Laanebank og et par gange fra sognet, men fra 1932-1952 var det tilsyneladende læreren ved V. Ulslev Skole, B. Arhnung, der styrede sagerne uden indblanding fra andre. 
I 1952 oprettedes en kommunalt bibliotek i samarbejde mellem Vester Ulslev og Øster Ulslev-Godsted sogne. Det ”nye” bibliotek havde stadig hovedkvarter på Vester Ulslev Skole, der var bygget i 1721, men også udlån fra Øster Ulslev Skole, og Arhnung var bibliotekets leder frem til 1960, da områdets skoler samledes på 2 centralskoler og biblioteket flyttedes til Krumsøskolen. I 1955 var der ca. 900 bind i biblioteket.
I 1970 indgik de 2 sognekommuner i Nysted Kommune og biblioteksvæsenet centraliseres i Nysted i samarbejde med Centralbiblioteket i Nykøbing, frem til 1992 med betjening i landdistrikterne af en bogbus.
- Øster Ulslev Skole (bibliotek 1952-1960)
- Krumsøskolen nord for V. Ulslev (bibliotek 1960-1970)

Øvrige bygninger
- før 1899: Andelsmejeri, telefonstation
- 1906: Forsamlingshus
- før 1923: 2 brugsforeninger

## Administrativt/kirkeligt tilhørsforhold

### Tidligere
- Musse Herred, Ålholm Len, Ålholm Amt, Maribo Amt, Storstrøms Amt, Vester Ulslev Sognekommune, Nysted Kommune
- Fyens Stift

### Nuværende
- Region Sjælland, Guldborgsund Kommune
- Lolland-Falsters Stift, Lolland Østre Provsti, Øster Ulslev-Vester Ulslev-Godsted Pastorat, Vester Ulslev Sogn

## Brugsforening
Vester Ulslev Brugsforening blev stiftet eller ”Vester Ulslev Sogn og Omegns Forbrugsforening” som den oprindeligt hed, blev oprettet ved en stiftende generalforsamling i Vester Ulslev Skole den 4. december 1887.[kilde mangler]
Oprindelig var en brugsforening en medlemssammenslutning, hvis formål det var at indkøbe varer engros, fordele dem til medlemmerne og fordele et evt. overskud i forhold til varekøbet.
Verdens første egentlige brugsforening regnes for at være foreningen i Rochdale ved Manchester i England oprettet i 1844. Den første egentlige brugs i Danmark blev oprettet i Thisted under navnet ”Thisted Arbejderforening” i 1866 efter engelsk forbillede og med provst Hans Christian Sonne som formand. Fra at være et byfænomen i høj grad iværksat af velmenende bedrestillede borgere for at gavne fattige arbejdere, blev brugsbevægelsen i Danmark hurtigt forbundet med andelstanken, og blomstrede frem til 1910 først og fremmest på landet.

## Forsamlingshus
Vester Ulslev Forsamlingshus blev opført i foråret 1912 og indviet d. 6. juni 1912. Nabosognet Øster Ulslev havde fået sit forsamlingshus allerede i 1886, Frejlev i 1884, Vantore 1886, Kettinge 1907 og Døllefjelde fik sit i 1911.
I foråret 1911 blev der dannet en forening, og resten af det år gik med at tegne medlemsandele og udarbejde tegninger. Der blev tegnet 222 andele for i alt 5.630 kr. i Vester Ulslev Sogn og nabobyerne Flårup og Skottemarke. Man valgte det billigste af de 4 tilbud, man havde indhentet. Det lød på 8.197 kr., hvortil kom en hestestald og diverse andre omkostninger, i alt ca. 11.000 kr.
Forsamlingshuset bestod af en 2-etages bygning med indgang og diverse rum i stueetagen og 3 mindre mødelokaler på 1. sal. Vinkelret herpå et større lokale i en etage. Den første udlejning skete til mejeriets jubilæum. Lejen fastsattes til 25 kroner.[kilde mangler]

## Andre forhold
To betydningsfulde personer bør nævnes, at have haft en midlertidig tilknytning til Vester Ulslev. Nemlig Ditlev Gothard Monrad, en af Grundlovens forfattere, og Ludvig Ferdinand Luplau, der begge en overgang var sognepræst i byen. Der er opsat en mindesten for Monrad tæt på kirken.
- Forsamlingshuset
- Her lå Brugsen
- Kirken